# 大崎市立古川中学校
大崎市立古川中学校（おおさきしりつ ふるかわちゅうがっこう、英称:Osaki Municipal Furukawa Junior High School）は、宮城県大崎市古川二ノ構にある市立中学校。通称は「古中」（ふるちゅう）。
大崎市立古川第一小学校が隣接、宮城県古川黎明中学校・高等学校が付近に位置している。

## 概要
新学制実施により1947年4月1日に古川町立古川中学校として創立し、2025年に創立78周年を迎えた。郷土の偉人、吉野作造博士の教えを教育目標に制定している。
スクールカラーは旧古川市の市花「あやめ」の紫。
2005年度の在籍生徒数は1099名だった。指折りのマンモス校だったが、2006年4月に大崎市立古川南中学校が開校したことにより過密化は解消された。
1987年には第17回全日本中学校選抜バレーボール大会で同校女子バレーボール部が優勝している。

## 沿革
大崎市立古川中学校「沿革史」を一部参照。
| 年度 | 周年 | 主な出来事                                            |
| ---- | ---- | ----------------------------------------------------- |
| 1947 | 0    | 新学制実施により「古川町立古川中学校」として創立      |
| 1948 | 1    | 校章制定                                              |
| 1949 | 2    | キャンパス移転、校歌制定、同窓会発足                  |
| 1950 | 3    | 校名を「古川市立古川中学校」に変更                    |
| 1960 | 13   | 校旗制定                                              |
| 1962 | 15   | 制服制定                                              |
| 1963 | 16   | 市立荒雄中学校統合                                    |
| 1971 | 24   | 鉄筋三階建本校舎落成                                  |
| 1979 | 32   | 在籍生徒一部は古川東中学校開校に伴う分離編入          |
| 1997 | 50   | 学校目標「常に正しきを求めて 向上的態度を持とう」制定 |
| 2005 | 58   | 年度末3月31日、校名を「大崎市立古川中学校」に変更     |
| 2006 | 59   | 在籍生徒一部は古川南中学校開校に伴う分離編入          |
| 2017 | 70   | 新入生より学校オリジナル制服着用開始                  |
| 2019 | 72   | 2学期制開始・屋内運動場棟大規模改修工事               |
| 2024 | 77   | 部活動規定全員入部制から任意加入制へと改定            |

## 理念
常に正しきを求めて
　　　　 向上的態度を持とう（古川学人　吉野作造博士「古川餘影」より）
この信条は、同校において長年にわたり受け継がれてきた指針であり、現在は教育目標として位置づけられている。
郷土出身の政治学者・吉野作造博士の著書『古川餘影』（1933年〈昭和8年〉刊）から抄録されたもので、1962年（昭和37年）の創立15周年を記念して、校門の石碑に刻まれた。以来、校訓として親しまれ、学校生活における精神的支柱とされてきた。
同校では、創立当初に明文化された校訓はなかったが、この言葉が長年にわたって学校の理念を象徴する存在となったことを受けて、1998年度から正式に教育目標として制定された。

## 校章

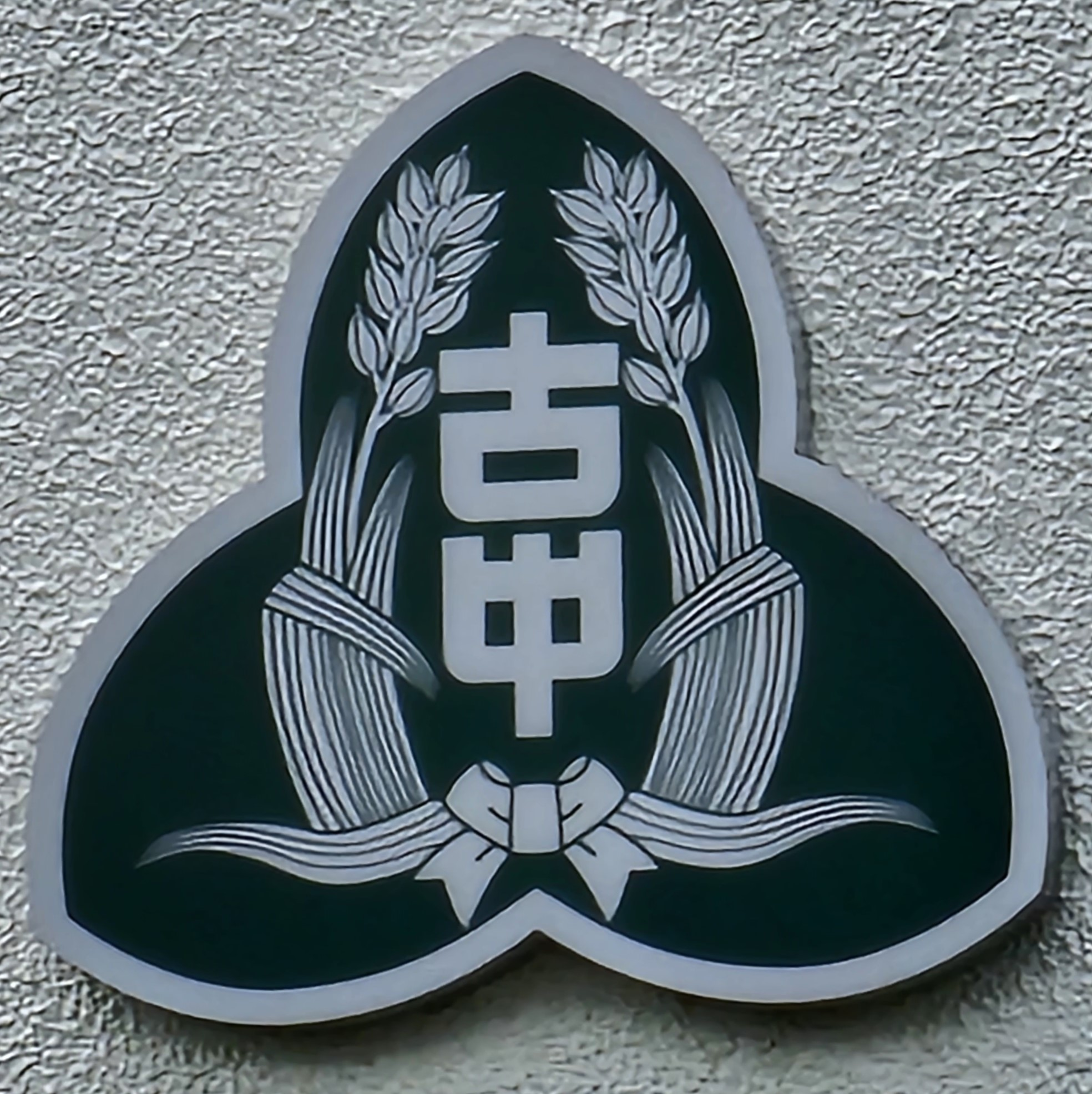
宮城県・古川中学校校章

大崎市立古川中学校「創立70周年記念誌」を参照。
校歌の一節に「かしわの緑稲の穂に　若き命の幸ありて」とあるように、「かしわ」の葉の中に「稲穂」をあしらい、その中心に「古中」の二文字を浮き立たせているのが、同校の校章である。昭和23年に制定された。「稲穂」はササニシキの発祥の地、大崎耕土の中心に位置し、歴史ある伝統校として光彩を放つ姿を象徴し、「かしわ」は晩秋多くの木々が落葉しても、春に新芽が芽生えるまで落葉せず、よく風雪に耐えて立っており、まさに後輩を助け導き、伝統と歴史を伝え、新しいものを創造していこうとする先輩の尊い愛情と連帯と協力のもと、力強く生きる古中健児の姿を示唆している。

## 校歌
作詞：白鳥省吾、作曲：佐藤長助（1949年制定）

## 主な行事

### 体育祭
体育祭は学年縦割りカラー団に分かれ、さまざまな競技を通じて勝負を競う。生徒たちは縦割り組ごとにリレーや綱引きなどを行う。生徒会種目も設けられる。祭前に体育祭実行委員会が結成され、運営や競技内容の決定を行う。全校が一体となり、友情や異学年交流を深める重要なイベントとなっている。

### 合唱発表会
新型コロナウイルス感染症の影響で4年ぶりに合唱祭を開催する際に、コンクール形式で順位をつけて競い合うのではなく、音楽科を通じて、文化的行事を通じて友情や学級の団結を深めてほしい等の理由から、コンサート形式で2023年度から開催されている。発表化前には生徒で、合唱発表会実行委員会が結成される。

## 部活動

### 運動クラブ
| 常設クラブ             | 主な成績                                           |
| ---------------------- | -------------------------------------------------- |
| 陸上競技部             |                                                    |
| 剣道部                 |                                                    |
| 卓球部                 |                                                    |
| 柔道部                 |                                                    |
| 軟式野球部             | 文部科学大臣杯第12回全日本少年春季軟式野球大会出場 |
| サッカー部             |                                                    |
| ソフトボール部         |                                                    |
| ハンドボール部男子     |                                                    |
| ハンドボール部女子     |                                                    |
| バレーボール部男子     | 第54回東北中学校バレーボール大会宮城第1位で出場    |
| バレーボール部女子     | 第17回全日本中学校選抜バレーボール大会優勝         |
| 軟式テニス部男子       |                                                    |
| 軟式テニス部女子       |                                                    |
| バスケットボール部男子 |                                                    |
| バスケットボール部女子 |                                                    |

### 文化クラブ
| 常設クラブ |
| ---------- |
| 弦楽部     |
| 美術部     |
| 家庭部     |
| 吹奏楽部   |
| 囲碁将棋部 |

## 学校キャンパス
南側校地をメインキャンパスとし、第2グラウンドのある北側校地と合わせて2つの校地に分かれた構成を有する。
2015年度に新たに落成された古川中学校武道場「柏心錬武館（はくしんれんぶかん）」の館内は、スクールカラーの「アヤメ紫」を基調とした木造で、温かみがあり親しみやすい雰囲気が漂っている。

### 南側校地
- 校舎系
  - 本校舎：HR、理科室、技術室、職員室、校長室、図書館、特別活動室、相談室
  - 特別棟：音楽室、美術室、調理室、被服室、視聴覚室、給食調理室
- 屋内運動場系
  - 体育館
  - 柏心錬武館
  - 部室棟（卓球場含む）
- 屋外運動場系
  - 第1グラウンド
  - プール

### 北側校地
- 第2グラウンド

## 制服
創立70周年記念事業のひとつとして、2017年度入学生（73回生）より制服のデザインが一新された。
ジャケットの胸元にはスクールカラーであるあやめの紫、緒絶川沿いの藤の花の淡い紫、清流を表す白の輝く3色3本ラインが刺繍されている。
また2021年度途中から「ブレザー・スラックスタイプ」を導入。それに伴い2022年度から正式に、男女で区別していた制服をタイプで区別するようになり、男女関係なく各タイプから選択し、着用することになっている。
標準型学生服タイプ
伝統である詰襟にこだわりつつも、全体的にシャープな雰囲気ができるように仕立てられている。詰襟ジャケットは濃紺色でノーカラー。スラックスは、1タックで濃紺色の無地。ジャケットの中には白ワイシャツを着用することになっている。
ブレザー・スカートタイプ
以前までの制服の柔らかさを継承するため、ブレザーはショールカラーを採用している。スカートは生地そのものの折り方で模様を出していて、チェック柄となっている。ブレザーの中には白の角襟ブラウスを着用し、学校指定のリボン（パープルストライプ）を着用することになっている。
ブレザー・スラックスタイプ
2022年度から導入されたタイプで、ブレザーはスカートタイプと同様ショールカラーを採用している。スラックスは、女性体型向けになっているが、「標準型学生服タイプ」と同様のデザイン。ブレザーの中には白の角襟ブラウスを着用し、学校指定のネクタイ（パープルストライプ）を着用することになっている。

## 主な進学前校
- 大崎市立古川第一小学校
- 大崎市立古川第四小学校

## アクセス

### 鉄道
- JR東日本「古川駅」正面口より徒歩20分
- JR東日本「塚目駅」より徒歩23分

### バス
- 「千手寺町」バス停より徒歩4分
- 「古川黎明中高前」バス停より徒歩5分
- 「道の駅おおさき」バス停より徒歩6分

## 主な卒業生
卒業期については「大崎市立古川中学校 卒業期確認ページ」を参照
- 角田啓輔（1回生）- 卓球日本代表選手
- 佐々木謙次（7回生） - 古川市長
- さとう宗幸（17回生）- 歌手・俳優・司会者
- 田村幸一（22回生）- 元裁判官・弁護士
- 佐々木桂二（24回生）- 宮城県バスケットボール協会長
- 藤岡奈穂子（44回生）- 元プロボクサー
- 青柳力（45回生）- 株式会社あおやぎ取締役社長
- 伊藤圭（46回生）- NHK交響楽団首席クラリネット奏者
- 小野洋一郎（47回生）- 漫画家
- 千葉知裕 (55回生) - 実業家、Macbee Planet社長
- ISAO（57回生）- 総合格闘家